# أوسكار أكينو
أوسكار أكينو (بالإسبانية: Óscar Aquino)‏ هو دراج غواتيمالي، ولد في 28 أبريل 1966.

## وصلات خارجية
- أوسكار أكينو على موقع إحصائيات الدراجات الإحترافية (الإنجليزية)
- أوسكار أكينو على موقع أوليمبيديا (الإنجليزية)